# Explosionskatastrophe von Gërdec

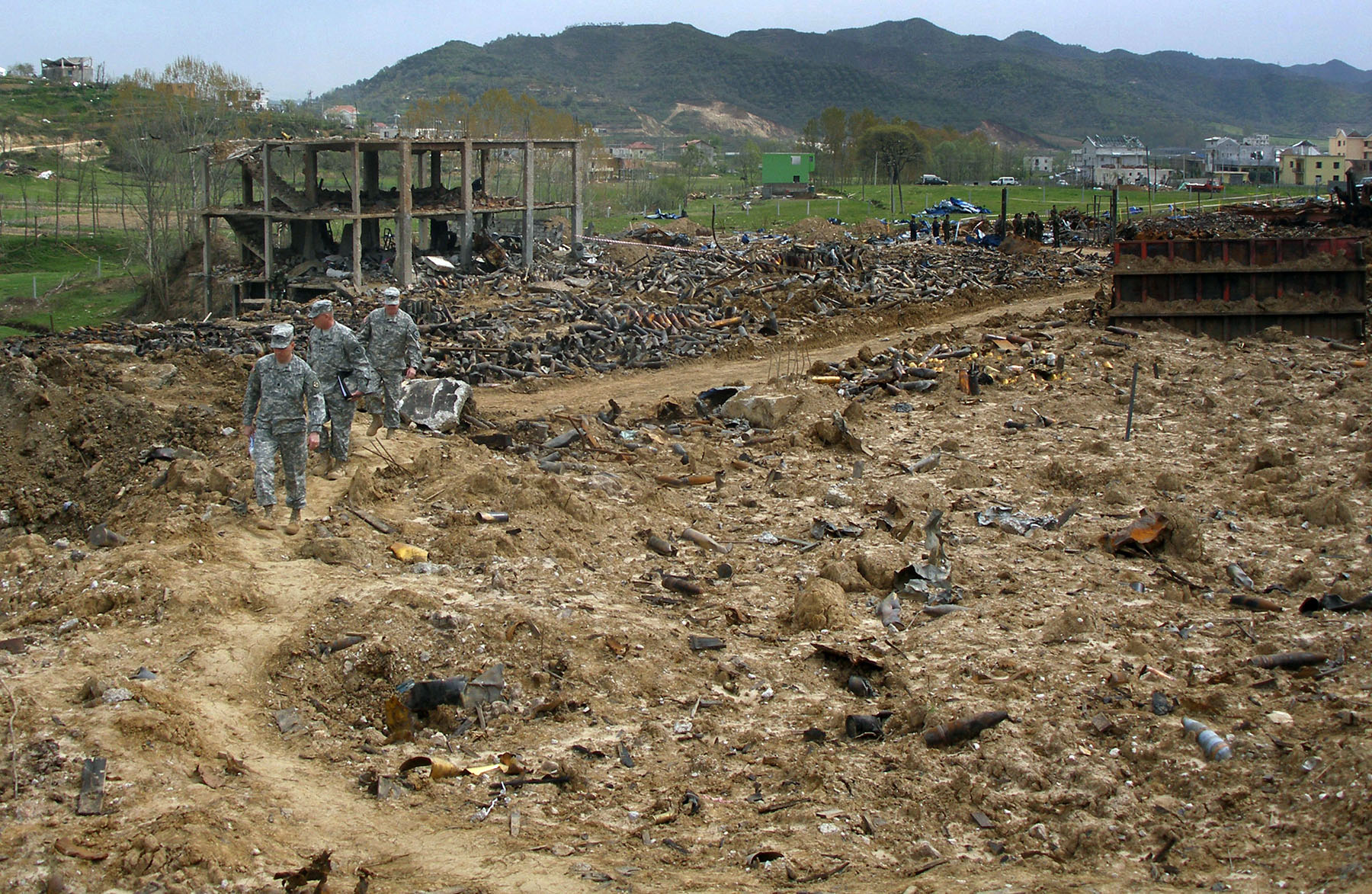
US-Soldaten untersuchen den Unglücksort, 8. April 2008

Die Explosionskatastrophe von Gërdec war ein tödlicher Unfall, der sich am 15. März 2008 um 12:05 Uhr Lokalzeit in einem Munitionslager nordwestlich des zentralalbanischen Dorfes Gërdec ereignete. Während der stundenlang andauernden Explosionen 15 Kilometer westlich von Tirana starben 26 Personen. Mehr als 300 Menschen wurden verletzt und über 2300 Gebäude wurden beschädigt oder zerstört.

## Verlauf
In einem Munitionslager bei Gërdec ließ die Firma Alb-Demil im Auftrag der albanischen Armee alte Munition zerlegen. Laut Medienangaben erledigten die körperlich anstrengende Arbeit neben Männern auch Frauen, Jugendliche und einige Kinder. Die Arbeiter waren in dieser gefährlichen Arbeit kaum ausgebildet. Vermutlich wegen Unvorsichtigkeit entzündete sich herumliegender Sprengstoff. Am 15. März 2008 um 12:05 Uhr Ortszeit  wurde eine Kettenreaktion von Explosionen ausgelöst, die bis 2 Uhr in der nächsten Nacht andauerten. Sie wurden über Dutzende von Kilometern gehört.

## Folgen

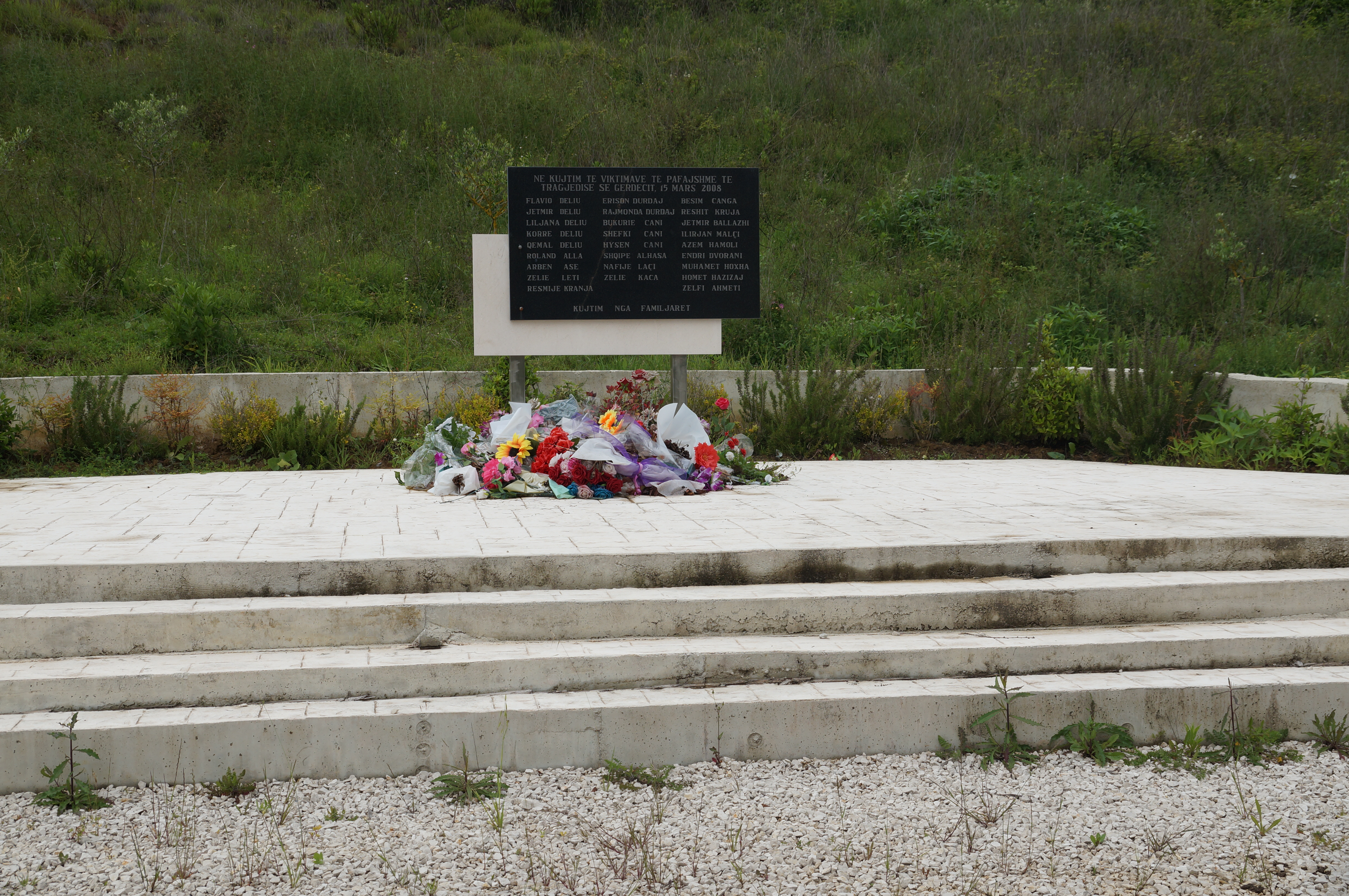
Gedenkstätte für die Opfer der Explosion in Gërdec

26 Personen starben am Unglücksort oder als Folge ihrer Verletzungen in Krankenhäusern. Über 300 weitere Menschen wurden leicht bis schwer verletzt. Die zwei nahen Dörfer wurden komplett zerstört und die Umgebung mit etwa 4000 Einwohnern musste evakuiert werden, in der betroffenen Zone wurde der Ausnahmezustand erklärt. Die 4000 Menschen erhielten in Hotels und Zeltlagern Unterkunft. Das Gebiet ist übersät von Splittern und Blindgängern. Die in China und der Sowjetunion hergestellte Munition, die ohne jegliche Sicherheitsmaßnahmen von ungelernten Arbeitern aus den umliegenden Dörfern zerlegt wurde, stammte aus in kommunistischer Zeit angelegten Beständen und war zum Teil mehr als 40 Jahre alt.
An der nahen Autobahn Tirana–Durrës zerbarsten Autoscheiben durch die enorme Druckwelle. Die entstandene Feuerwolke erhob sich auf mehrere hundert Meter Höhe.
Laut Regierungsangaben wurden 2306 Gebäude beschädigt, von denen 318 komplett zerstört waren.
Verteidigungsminister Fatmir Mediu (PR) trat am 17. März 2008 zurück. Drei Tage nach dem Unglück wurde durch die Regierung ein nationaler Trauertag ausgerufen; Fahnen wehten auf halbmast und in vielen Städten gab es Trauerzüge, aber auch Demonstrationen gegen die Regierung, vor allem von den oppositionellen Sozialisten angeführt.
Das Justizverfahren rund um die Verantwortung für die Katastrophe dauerte über drei Jahre. Als Hauptschuldige für die Katastrophe wurden von der Staatsanwaltschaft der Unternehmer Mihal Delijorgji, Ylli Pinari, ein hoher Verantwortlicher im Verteidigungsministerium, und Dritan Minxholi, Leiter der privaten Munitionsentsorgung, angeklagt. Am 1. November 2011 fiel ein erstes Urteil. Die drei Hauptangeklagten wurden zu lebenslanger Haft verurteilt. Am 12. März 2012 wurden ihre Haftstrafen auf 18 respektive 10 Jahre reduziert. Insgesamt wurden 19 Personen verurteilt.

## Alb-Demil
Die Demontage unterschiedlicher Arten von Munition, die in Albanien vor allem aus kommunistischer Zeit stammte, wurde von der Firma Alb-Demil durchgeführt. Alb-Demil war ein Tochterunternehmen der US-amerikanischen Southern Ammunition Co. mit Sitz in Loris, South Carolina. 2006 wurde die Firma vom albanischen Verteidigungsministerium mit der Demontage von über 10.000 Tonnen Munition beauftragt. Dabei wurde SALW-Munition umgepackt und der Afghanischen Nationalarmee übergeben.